# 235 Carolina
Carolina /kærəˈlaɪnə/ (định danh hành tinh vi hình: 235 Carolina) là một tiểu hành tinh cỡ lớn ở vành đai chính. Ngày 28 tháng 11 năm 1883, nhà thiên văn học người Áo Johann Palisa phát hiện tiểu hành tinh Carolina khi ông thực hiện quan sát ở Viên và đặt theo tên quần đảo Caroline, nay thuộc Kiribati ở Thái Bình Dương.